# Mesochorus amnicolaris
Mesochorus amnicolaris är en stekelart som beskrevs av Schwenke 1999. Mesochorus amnicolaris ingår i släktet Mesochorus och familjen brokparasitsteklar. Inga underarter finns listade i Catalogue of Life.